# Harry Potter y la Orden del Fénix (película)
Harry Potter y la Orden del Fénix (título original en inglés: Harry Potter and the Order of the Phoenix) es el quinto largometraje de la serie de películas Harry Potter y de la franquicia Mundo Mágico, basado en la novela homónima de la escritora británica J. K. Rowling. La película fue dirigida por David Yates, y contó con Michael Goldenberg como guionista en reemplazo de Steve Kloves, quien realizó idéntica labor en las cuatro primeras películas.
El primer tráiler fue estrenado el 17 de noviembre de 2006, antes de la película animada de Warner Bros. Happy Feet. A pesar de que el estreno de la película estaba previsto en un primer momento para el 13 de julio de 2007 en América del Norte, luego fue adelantado para el día 12 de julio a nivel mundial, tanto en cines normales como en cines IMAX.
La duración de la película es de 138 minutos (2 horas y 18 minutos), convirtiéndose en la segunda película más corta de la saga, ya que Harry Potter y las Reliquias de la Muerte: parte 2 tiene una duración de 130 minutos (2 horas y 10 minutos), siendo esta última la más breve de toda la saga. La duración de esta película es irónica, ya que el libro en que está basada, Harry Potter y la Orden del Fénix, es el más largo de la serie de libros.
La película recaudó un total de casi 940 millones de dólares, convirtiéndose así en la cuarta película de Harry Potter más taquillera, siendo superada por la octava, la primera, y la séptima. Es la vigesimosexta película más taquillera de la historia.
Nicholas Hooper, como es habitual en los trabajos de Yates, fue el encargado de la banda sonora mientras que John Williams y Patrick Doyle habían ocupado ese puesto en las películas anteriores. Completan los rubros técnicos el diseñador de producción Stuart Craig (ganador de dos premios Óscar) y el fotógrafo Slawomir Idziak en la dirección de fotografía de la cinta.

## Argumento
En un caluroso día de verano, Harry Potter estaba en un parque cuando su primo Dudley Dursley y su pandilla Piers, Dennis, Malcolm y Gordon se burlaban de Harry, hasta que este último ya bastante molesto, saca su varita y trata de atacarlos por sus constates insultos, pero repentinamente se aparece una nube tormenta por lo que todos huyen del lugar asustados, donde además Dudley le cuestiona a Harry si todo eso fue obra suya, pero Harry le confiesa a Dudley que el no lo hizo, por lo que ambos corren lo más pronto posible hasta que llegan a un túnel para refugiarse de la lluvia, pero justo en ese instante el ambiente del túnel empieza a enfriarse y donde rápidamente ambos son atacados por dos dementores de Azkaban donde rápidamente someten a Harry y este último le advierte a su primo que huya del lugar, pero debido a una capa de hielo que se formó en el suelo, Dudley se resbala y queda a merced del otro dementor. Ante tal situación, el joven mago logra sacar su varita y consigue hacer que dementor lo suelte por unos segundos y rápidamente utiliza el encantamiento Patronus para deshacerse de ellos y salvar a su primo en el proceso, posteriormente Harry corre a socorrer a su primo quien en ese momento estaba casi inconsciente, pero en ese momento se aparece la vecina de los Dursley, la Sra. Figg, quien le advierte a Harry de no guardar del todo su varita, ya que los dementores podrían regresar buscando represalias. Minutos después y estando escoltado por la Sra. Figg, Harry lleva a Dudley hasta la casa con sus tíos Vernon y Petunia, pero en ese momento Harry recibe una carta con un apercibimiento por parte del Ministerio de Magia por realizar el encantamiento Patronus en presencia de un muggle. Ante tal infracción por el uso de magia la carta le informa que ha sido expulsado del Colegio Hogwarts, momentos después y de forma sigilosa la tía Petunia y el tío Vernon llevan rápidamente a su hijo Dudley al hospital para que le den atención médica por el ataque de los dementores, sin alterar a los vecinos, siendo vistos en última instancia por su vecina, la Sra Figg, a la cual tío Vernon le dice que todo esta bien.
Al caer la noche, Alastor "Ojoloco" Moody, Nymphadora Tonks, Kingsley Shacklebolt, Elphias Doge y Emmeline Vancey rescatan a Harry de su casa, sin embargo el joven mago algo confundido les menciona como es posible eso si hace poco la carta del Ministerio de Magia le anunciaban que había sido expulsado de Hogwarts, pero Alastor le menciona que todavía no esta del todo en firme su expulsión, además de ello Kingsley también le menciona al joven que Dumbledore persuadió al Ministerio de suspender su expulsión hasta después de la audiencia ante el Ministerio y Tonks le menciona que se lo dirán todo en el cuartel. Lo conducen –mediante un vuelo con escobas– hasta una casa en Londres que resulta ser el hogar de Sirius Black, padrino del joven donde también están Remus Lupin, Arthur y Molly Weasley, la Profesora McGonagall y Severus Snape. En la casa están viviendo Ron Weasley y Hermione Granger junto con los magos que conforman la Orden del Fénix, un grupo dedicado a luchar contra Voldemort y sus mortífagos. Además de que Fred, George y Ginny también se encontraban en ese mismo lugar. En la cena, Tonks hace caras graciosas con animales y hace reír a Ginny, mientras que Sirius por otro lado le cuenta que el Ministerio de Magia se rehúsa a reconocer que el Señor Tenebroso regresó y que ahora está al acecho, como ocurrió al final de la película anterior. En eso Remus les menciona que Cornelius Fudge se niega a reconocer la verdad y que el miedo en sí lo tiene paralizado, ya que la última vez que Voldemort ascendió al poder casi logró destruir todo lo que conocen. Al día siguiente, la inquina del ministro contra todos los que sostienen eso -Harry y Dumbledore incluidos- se ve muy claramente durante la audiencia disciplinaria a la que el joven mago es sometido para que le revoquen su expulsión del colegio. Luego de esto, el ministro y los demás presentes deciden iniciar una votación para decidir cual será la sentencia final para este caso y si les pregunta a los presentes quienes están a favor de una condena por la infracción cometida, entre los votantes están el propio ministro y la subsecretaria del mismo llamada Dolores Umbridge, así como también unos pocos miembros del consejo de magia, momentos después inicia la votación para determinar si deben anular todos los cargos en contra del joven mago y para sorpresa del ministro y del mismo Harry, todos los miembros del consejo de magia en su mayoría votan a favor de esta decisión, ya que también concluyen que Harry sólo usó el hechizo para defenderse de los dementores que lo atacaron previamente y a su primo. Ante esta contundente decisión, el ministro finalmente decide a regañadientes declarar como veredicto final que todos los cargos en contra de Harry queden automáticamente anulados y se le permita irse sin problemas de la corte.
En el tren de Hogwarts, Harry tiene un sueño en el que ve a Voldemort en Kings Cross. Ya en la escuela conocen a Luna Lovegood, una alumna de excéntrica apariencia. Durante la cena de bienvenida, todos reciben la noticia de que Umbridge, quien trabaja para Fudge, ahora es la nueva profesora de Defensa Contra las Artes Oscuras, por lo que según palabras de Hermione se sospecha que el Ministerio de Magia esta interviniendo en Hogwarts, por lo que todos deberán tomar sus precauciones. Durante el primer día de clases, Dolores prohíbe la utilización de varitas en su clase y les empieza a impartir  la materia mediante un enfoque más teórico, así como también imponer un violento castigo a quienes empiecen a hablar sobre el retorno de Voldemort. La mujer, en su afán de controlar las "mentiras" que circulan en el instituto logra el cargo de Suma Inquisidora de Hogwarts, prohibiendo las opiniones contrarias al Ministerio y despide a la profesora Sybill Trelawney por parecerle incompetente, pero Dumbledore en persona se lo impide y le asegura que ella tiene el poder para despedir a los profesores, pero lo que no tiene es la autoridad para desterrarlos del castillo, ya que esa sigue siendo jurisdicción del director de Hogwarts. Ante el oscuro panorama, Hermione y Ron convencen a Harry para que les enseñe a defenderse, ya que él ha estado en verdaderas situaciones de peligro. Junto con otros alumnos -Fred, George, Ginny, Neville Longbottom, Luna Lovegood, Nigel Wolpert, Dean Thomas, Parvati y Padma Patil, Michael Corner, Zacharias Smith y Cho Chang incluidos- forman el Ejército de Dumbledore. Usan la Sala de los Menesteres para entrenar. Ante las sospechas de Umbridge sobre lo que tramaban Harry y sus compañeros, Umbridge en respuesta crea la Brigada Inquisitorial conformada por Draco Malfoy, Crabbe, Goyle, Pansy Parkinson y otros estudiantes de la casa de Slytherin. Tras unas largas sesiones de entrenamiento todos deciden tomar un descanso, pero reanudarían sus entrenamientos cuando hayan pasado las fiestas, durante una conversación entre Harry y Cho, quien todavía seguía afectada por la muerte de Cedric y por el temor de que su madre en cualquier momento sea despedida del ministerio por culpa de Umbridge, acaban besándose.
Cerca de Navidad Harry tiene un nuevo sueño en el cual la serpiente de Voldemort, Nagini, ataca a Arthur Weasley, el padre de Ron, que trabaja en el Ministerio. Albus Dumbledore se da cuenta de que hay una conexión entre la mente de Harry y la de su enemigo, por lo que pone al joven esa misma noche bajo la atención del Profesor Snape para que reciba clases de oclumancia y lo ayude a impedir la influencia del Señor Tenebroso sobre sus pensamientos, sin embargo durante una de sus clases y debido al constante insulto de Snape hacia el padre de Harry, este último le lanza un contra hechizo de oclumancia a Severus, descubriendo que su padre en realidad era el que constantemente lo molestaba y humillaba en sus años de estudiante, tras enterase de ello Severus le menciona que sus clases han concluido y le pide a Harry que se large.
Tras una fuga masiva de Azkaban, Bellatrix Lestrange, una peligrosa mortífaga, Antonin Dolohov y ocho mortífagos más se escapan. Umbridge descubre las reuniones del Ejército de Dumbledore luego de torturar a Cho Chang para que hable. Umbridge logra desplazar finalmente a Dumbledore y asume el cargo de Directora. Pero el día en que se realizan los exámenes TIMO, los gemelos Weasley inician una revuelta contra la directora lanzando fuegos artificiales y escapan del colegio. Harry recibe una visión en la cual Sirius es torturado por lord Voldemort en el Departamento de Misterios. Harry trata de ir al Ministerio en Red Flu, pero Umbridge lo descubre y le pide a Severus que traiga el Veritaserum, también conocida como Poción de la Verdad para sacarle las respuestas, pero Severus menciona que Umbridge agotó todas sus reservas mientras interrogaba a los estudiantes, incluyendo a Cho Chang, la cual resultó que nunca los traicionó como Harry y los demás habían pensado, sino que ella había sido engañada para que bebiera inconscientemente la poción, pero cuando Umbridge pretendía usar el maleficio Cruciatus contra Harry, rápidamente Hermione la detiene y le menciona sobre el arma secreta que tiene Dumbledore oculta. Momentos después, Hermione y Harry llevan a Umbridge al bosque donde los atacan los centauros y Grawp, un gigante y medio hermano de Hagrid, quien toma a Umbridge y se la entrega a los centauros, en eso Umbridge intenta pedirle ayuda a Harry para que los centauros no le hagan daño, pero Harry solo se limita a decirle a Umbridge en tono de ironía: "Lo siento directora, no debo decir mentiras", por lo que esta rápidamente es secuestrada por los centauros y llevada a lo profundo del bosque. Tras su resistencia inicial a ser acompañado, Harry se pone en camino hacia Londres junto a Hermione, Ron, Ginny, Neville y Luna en misión de rescate.
En el Ministerio de Magia, los chicos llegan a la Sala de las Profecías y comienzan a buscar a Sirius, pero cuando llegan a donde Harry supuestamente lo vio siendo torturado por Voldemort, resultó que este nunca estuvo verdaderamente ahí, sin embargo Neville encuentra una profecía que tiene el nombre de Harry y tras escuchar lo que dice la misma, rápidamente son rodeados por los mortífagos, entre los cuales está la peligrosa Bellatrix Lestrange, Lucius Malfoy, Antonin Dolohov, Walden McNair, Travers, Jugson y muchos más los cuales buscan la profecía que Harry carga en su mano para Voldemort, sin embargo los chicos se las ingenian para repeler a los mortífagos y correr hacia a la salida. Sin embargo estos inadvertidamente llegan a la sala de ejecuciones con un Arco antiguo, en donde rápidamente son reducidos por los mortífagos, ante tal panorama Lucius le advierte a Harry que le entregue la profecía o de lo contrario vera a sus amigos morir uno por uno, por lo que viendo que no tiene alternativa Harry finalmente se rinde y le entrega la profecía, sin embargo la Orden del Fénix conformada por Sirius, Tonks, Ojoloco, Kingsley y Remus aparecen en la sala del arco y dan batalla a los aliados de Voldemort y en el proceso de la misma, la profecía acaba por ser destruida. Un mortífago ataca a Sirius y Harry y Tonks protege a Luna y Ginny. Sirius insta a Harry a irse, pero comienzan a luchar contra Lucius y Dolohov. Bellatrix pelea con un miembro de la Orden, aparentemente Tonks, Remus derriba a un mortífago y el que parece ser Kingsley y un mortífago luchan. Ojoloco derrota a un mortífago y Sirius aturde a Dolohov y Lucius, pero Bellatrix asesina a Sirius en el último momento, empujándolo hacia el velo de la muerte con el maleficio asesino Avada Kedavra y el cuerpo de Sirius desaparece en el interior. Por otro lado Harry observa la situación y trata de ir por su padrino, sin embargo Remus en el último segundo lo detiene, mientras el chico grita histéricamente de dolor por la pérdida de Sirius, pero no conforme con esto, Harry ahora furioso, corre tras Bellatrix, buscando venganza por la muerte de su padrino, pero justo cuando Harry se prepara para matarla, rápidamente es interrumpido por la aparición de Voldemort quien lo instiga a lanzarle el hechizo y cobrar su venganza, sin embargo el joven mago se arrepiente y trata de atacar a su mortal némesis, el cual rápidamente lo desarma usando su túnica, pero justo en ese momento Dumbledore se les aparece en la escena y le menciona a Voldemort que fue muy estúpido que viniera a ese lugar ya que los aurores del Ministerio vienen a hacia ese lugar, pero Voldemort le menciona que para cuando ellos lleguen, el ya habrá escapado y en cuanto a Dumbledore estará muerto para entonces, por lo que rápidamente ambos se enzarzan en un feroz combate que destruye el atrio del Ministerio, mientras que Bellatrix por su parte aprovecha la situación para escapar de la escena usando la Red Flu. A medida que se intensifica el combate y viendo que Voldemort no puede matarlos a ambos, este descubre parte de su poder en el joven mago y desaparece entre el polvo, para efectuar un ataque psicológico y dominar a Harry. Tras una lucha encarnizada, el muchacho logra expulsar al mago tenebroso de su cuerpo agotado luego de recordar los buenos momentos que pasó con sus amigos en Hogwarts, cuando estuvo con Sirius, y cuando vio a sus padres a través del Espejo de Oesed. Finalmente cuando esta a punto de matar a un indefenso Harry en el suelo, Voldemort observa como un grupo de aurores del ministerio llegan al lugar, entre ellos el ministro de Magia y como esta bastante agotado del combate este se ve forzado a retirarse del lugar, dejando en paz a Harry por el momento y luego de revelarse ante los ojos del mismísimo Fudge, quien finalmente acepta a regañadientes que el Señor Tenebroso ha regresado. Tras el incidente, Harry y Dumbledore son reivindicados ante el mundo mágico, mientras Dumbledore por su parte es reinstituido a su cargo como Director de Hogwarts, por otro lado la comunidad mágica también exige la inmediata renuncia de Fudge por su cobardía, mientras que Umbridge por su parte es desterrada del castillo y suspendida de su cargo por el Ministerio de Magia, además de ello se le abre una investigación en su contra por sus constantes abusos de autoridad realizados en Hogwarts, también en una publicación del diario El Profeta se revela públicamente el regreso de Voldemort y se anuncia que durante el ataque al Ministerio lograron arrestar a varios mortífagos, entre ellos a Lucius Malfoy.
Días después, Dumbledore le explica a Harry la conexión entre la profecía guardada en el Ministerio y el asesinato de sus padres 16 años atrás: en aquel entonces, un sirviente del Señor Tenebroso oyó solo la parte inicial de la predicción, la cual anunciaba el nacimiento de un niño capaz de destruir al poderoso brujo, por ese motivo, Voldemort atacó a la familia Potter asesinando al matrimonio. Pero al intentar matar a Harry, el sacrificio de Lily Potter impidió el homicidio del niño y produjo el rebote de la maldición asesina, lo que redujo a Voldemort a ser poco más que un espectro, también le explica que era cuestión de tiempo para que Voldemort descubriera la conexión mental que tiene con Harry, además de ello, Dumbledore creyó que al distanciarse de Harry, como lo había hecho a lo largo del curso, Voldemort perdería el interés de ello y por lo tanto el chico estaría más protegido, sin embargo este admite que se equivocó y que lo único que causó fue aumentar el peligro inconscientemente y le pide disculpas a Harry por todo lo que le hizo pasar por su error. Harry y sus amigos suben al tren para ir de nuevo a sus respectivos hogares, tras haber terminado otro nuevo año en Hogwarts.

## Producción

### Preproducción

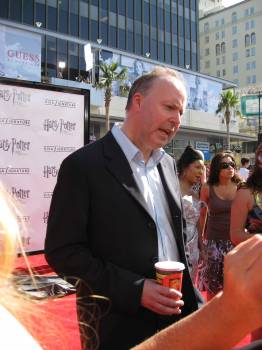
El director de la cinta, David Yates.

La preproducción del filme comenzó a mediados de 2004. Se volvió a suscitar la misma situación que tuvo lugar cuando comenzó la producción de El prisionero de Azkaban: el primer asunto que ocupó a los foros de discusión y a la prensa del espectáculo fue el nombramiento del director. Tras filmar el cuarto episodio de la serie, Mike Newell decidió no continuar en el puesto de director y comenzó la rumorología que en este caso incluyó también a directoras como Isabel Coixet (La vida secreta de las palabras) y a Mira Nair ( Vanity Fair), así como rumores sobre Jean-Pierre Jeunet (Amélie). Finalmente, a principios de 2005 se confirmó que el director sería David Yates, realizador de telefilmes y otros proyectos televisivos en Reino Unido. Yates consideró que fue seleccionado porque los productores confiaban en su talento para lograr una cinta con emociones fuertes e intenso contenido político.
El guion corrió por cuenta de Michael Goldenberg (Peter Pan, la gran aventura) ya que Steve Kloves decidió dejar su puesto momentáneamente por otros compromisos. La película contó también con una serie de discusiones en torno a su filmación (si tendría lugar o no en Reino Unido) y una polémica por la posible desvinculación de Gary Oldman, quien aparentemente no estaba confirmado en un principio para participar en este filme.

### Rodaje
El rodaje comenzó el 6 de febrero de 2006, unos meses después del estreno de Harry Potter y el cáliz de fuego. Las filmaciones tuvieron un breve receso para que los actores principales pudiesen presentarse a rendir sus exámenes escolares; concluidos los mismos se reanudó la filmación.

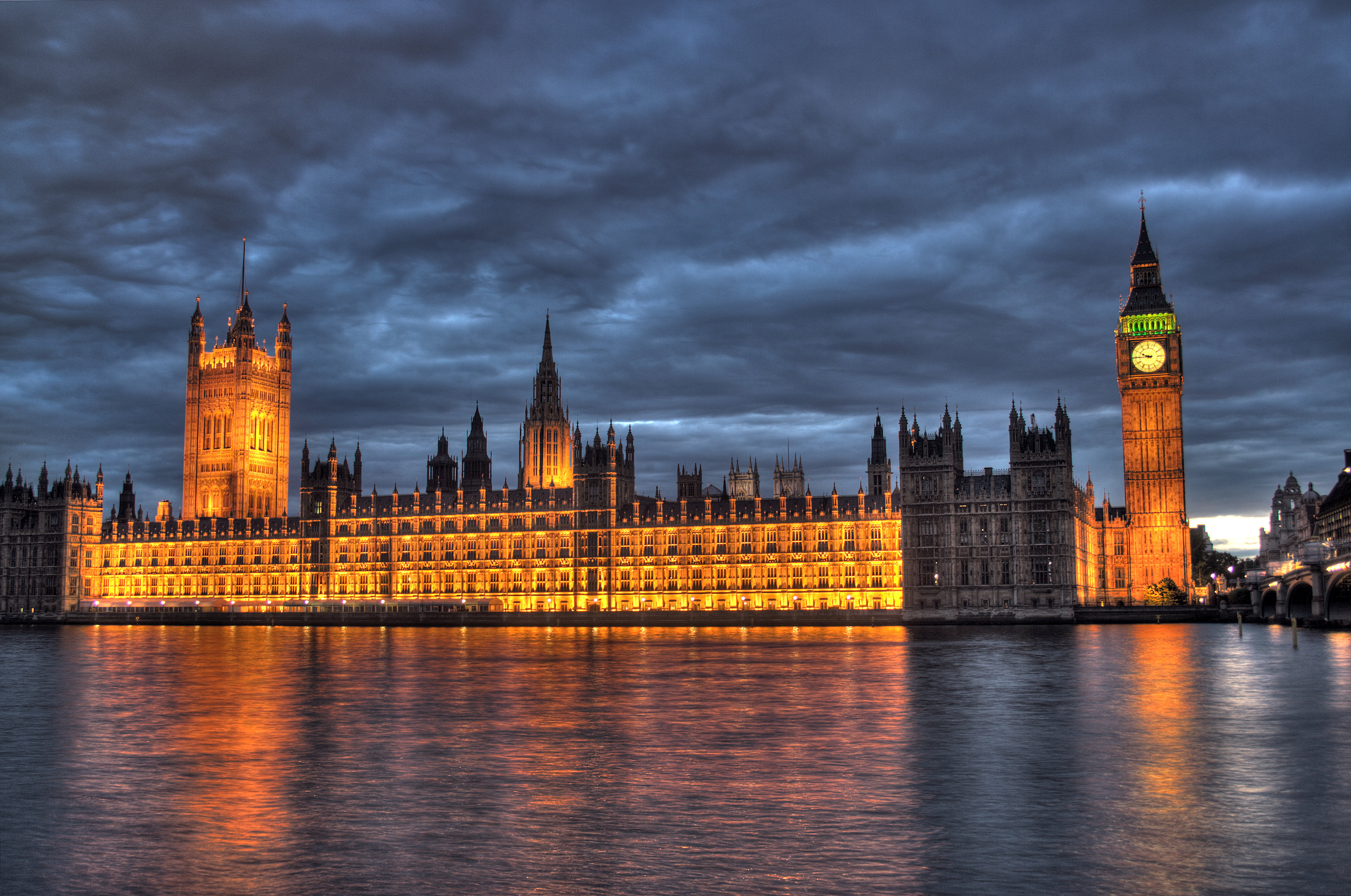
Se utilizaron imágenes del río Támesis y el parlamento para la escena del vuelo de la Orden del Fénix.

La filmación se extendió hasta octubre del mismo año, momento en que comenzó la etapa de posproducción y fueron lanzados el primer tráiler y el sitio web oficial, inaugurando formalmente la campaña promocional de la película.
El filme tiene la duración más corta de toda la serie siendo, irónicamente, la adaptación del libro más largo escrito por J. K. Rowling. Según declaraciones del propio director se filmaron cerca de tres horas de película aunque unos 40 minutos tuvieron que perderse en la sala de edición. Algunas de estas escenas (que incluyen más participación de las actrices Emma Thompson e Imelda Staunton) fueron luego recuperadas en la edición en DVD, no obstante mucho material quedó fuera. Un caso específico que da cuenta de la magnitud de los recortes fue la participación de la actriz Maggie Smith, quien filmó en Victoria Waters las escenas posteriores al ataque con hechizos aturdidores que sufría su personaje, secuencias que no se incluyeron tampoco en el DVD. En otros casos hay personajes que fueron eliminados por completo durante la etapa de edición, como ocurrió con Susie Shinner, quien interpreta a la joven Lily Potter.
Una escena muy comentada fue la del beso entre Harry y Cho. Los jóvenes actores Daniel Radcliffe y Katie Leung demoraron cerca de 30 tomas para poder presentar un beso digno de aparecer en la película. Los nervios y la cantidad de personas que participaban en la filmación les jugaron en contra a los intérpretes.
Para las escenas de lucha entre magos, el coreógrafo Paul Harris -quien ya había trabajado con David Yates- inventó diferentes estilos de lucha con varitas. Como declaró el coreógrafo en una entrevista realizada por el programa Cartelera para Televisión Española, hay variaciones personalizadas en los estilos de pelea, siendo, por ejemplo, el de Lucius Malfoy más aristocrático y basado en la esgrima o el de Sirius Black más bien callejero. Algunos comentarios similares pueden hallarse en la edición en DVD de la película.

### Efectos visuales
Para esta etapa, David Yates contó con la colaboración del editor Mark Day, quien había trabajado en varios proyectos del realizador.
La película requirió más de 1400 tomas con efectos visuales. La compañía Double Negative (VFX) fue responsable de más de 950 de ellos, aunque también participó Industrial Light & Magic. La primera tuvo a su cargo las escenas en la  Sala de los menesteres, el bosque prohibido, el Departamento de Misterios, la Sala de las profecías y la cámara con el velo.
Grawp, el medio hermano de Hagrid, fue un nuevo personaje para cuya creación se recurrió a la tecnología Soul Capturing, desarrollada por la compañía Image Metrics. Las expresiones y movimientos de la criatura se realizaron sobre la base de capturas del actor Tony Maudsley, una técnica similar a la utilizada para animar a Gollum en la serie de El señor de los anillos.
La película se estrenó en cines convencionales y en aquellos adaptados para la versión en formato IMAX, hecho que se venía repitiendo desde el estreno de  Harry Potter y el prisionero de Azkaban. La versión para IMAX contó con secuencias en 3-D para los últimos 20 minutos de la película.

## Localizaciones y decorados
El rodaje se realizó en su totalidad dentro del Reino Unido aunque inicialmente se analizó la posibilidad de rodar en Praga para abaratar costos. Esta película posee menos tomas realizadas en exteriores, acentuando la sensación claustrofóbica que plantea el guion.

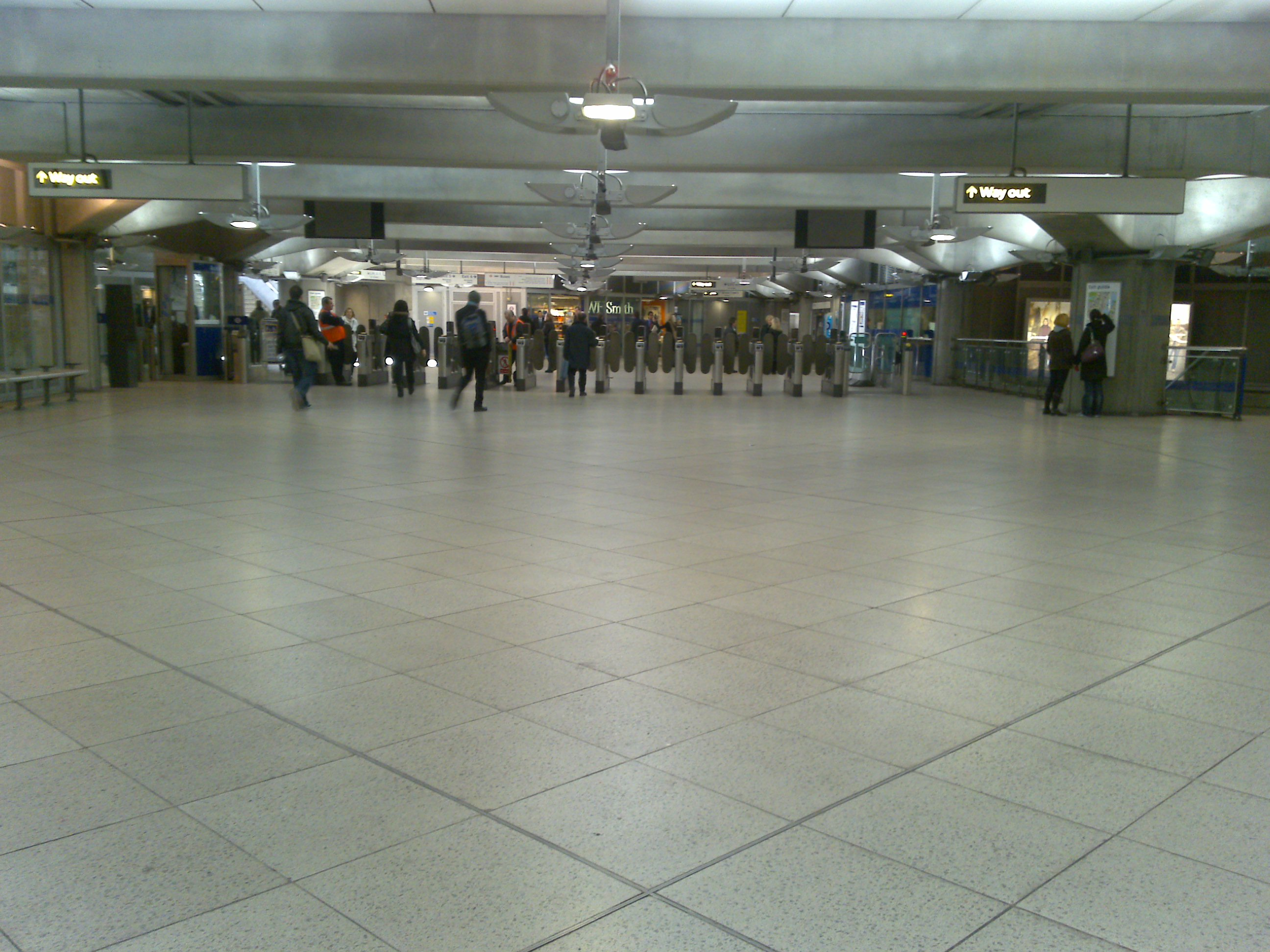
Estación Westminster, utilizada para la escena del subterráneo.

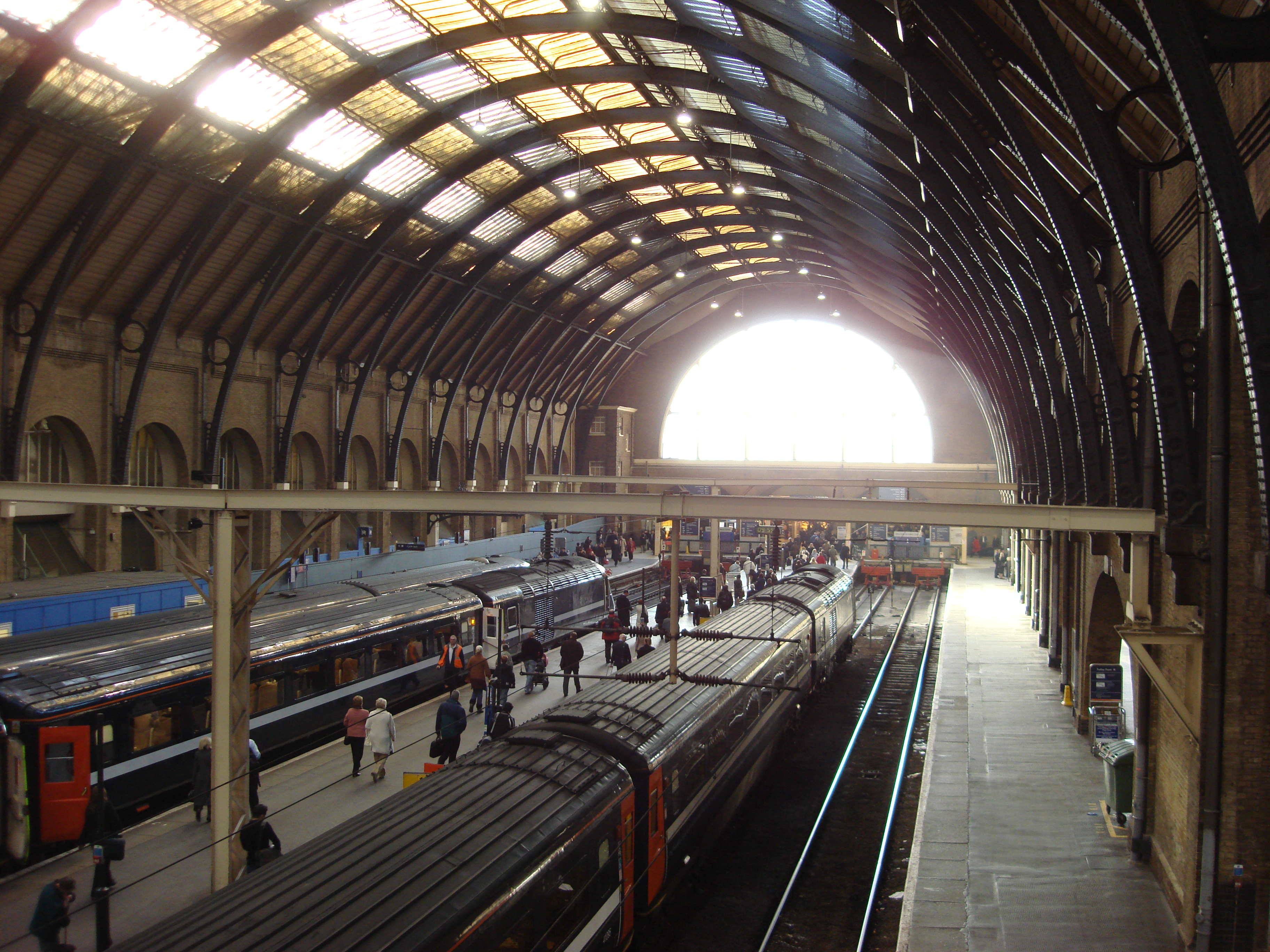
Estación de trenes King's Cross.

Las tomas en decorados internos fueron realizadas en los estudios Leavesden, en Hertfordshire, al norte de Londres. También se realizaron tomas exteriores en Londres, a la orilla del río Támesis -las cuales se utilizaron para la escena del vuelo de La Orden del Fénix- y en un bosque de Burnham Beeches (lugar donde viven los thestrals). Se filmó también en Virginia Waters, en el palacio de Blenheim, en Surrey y Oxfordshire. Se utilizó nuevamente la estación de trenes King's Cross para las escenas en que los alumnos tomaban el expreso de Hogwarts y la estación subterránea de Westminster. Asimismo, las montañas nevadas y el Expreso de Hogwarts fueron filmados en Escocia.
El diseñador de producción, Stuart Craig, se enfrentó al desafío de crear nuevos decorados como el enorme set que representa el atrio del Ministerio de Magia, con más de 200 pies de largo y el más caro construido hasta la fecha para la serie. Para dicha tarea, Craig se inspiró en la estación de subterráneo de Londres y en el Tottenham Court Road. Por otro lado, el set de Grimmauld Place incluye un tapiz en las paredes con el árbol genealógico de la familia Black para el cual se le pidió colaboración a J. K. Rowling. Otros decorados como la Sala de las profecías fueron producidos enteramente en forma digital, dado que en la secuencia se requería destruir cientos de bolas de cristal, cuya reposición en caso de tener que rodar varias veces consumiría mucho tiempo y sería demasiado costosa.
El trabajo del diseñador de producción también incluyó una estrecha colaboración con el departamento de vestuario para todo lo referido al personaje de Dolores Umbridge. En el DVD de Harry Potter y la Orden del Fénix, la diseñadora de vestuario Jany Temime comenta que la utilización del color rosa que caracteriza al personaje varía hacia un tono más fuerte a medida que Umbridge va cobrando poder.
El set que hace las veces de despacho de la profesora fue redecorado, pintado con rosa y colores pasteles así como adornado con unos platos de cerámica con imágenes de gatitos que se mueven para lograr un efecto kitsch.

## Banda sonora
El compositor encargado de la banda sonora del film fue Nicholas Hooper, habitual colaborador de David Yates. Hooper tomó la vacante dejada por reconocidos profesionales como John Williams y Patrick Doyle para darle a la película un acompañamiento musical considerablemente más oscuro. Las composiciones resultaron más sencillas y menos ornamentales, dominando una sensación ominosa sugerida por el papel central que tiene el violín y el contrabajo en la mayoría de los temas. Aunque el compositor incluyó sus propias composiciones también conservó el clásico “Hedwig’s Theme” como motivo musical en varias piezas, para así conservar la identidad musical de la franquicia.

Trabajar con el fascinante “Hedwig’s Theme” de John Williams fue una parte necesaria del proceso, y lo utilicé para hacer hincapié en momentos particularmente dramáticos del filme.
Nicholas Hooper

En marzo de 2007, el compositor y la Orquesta de Cámara de Londres grabaron casi dos horas de música para el filme en los estudios Abbey Road. La banda sonora fue comercializada el 10 de julio de 2007, días antes del estreno de la cinta en las salas cinematográficas. Por este trabajo Nicholas Hooper fue nominado al World Soundtrack Discovery Award.

## Reparto

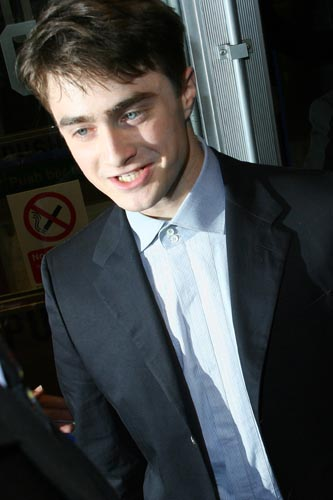
Daniel Radcliffe.

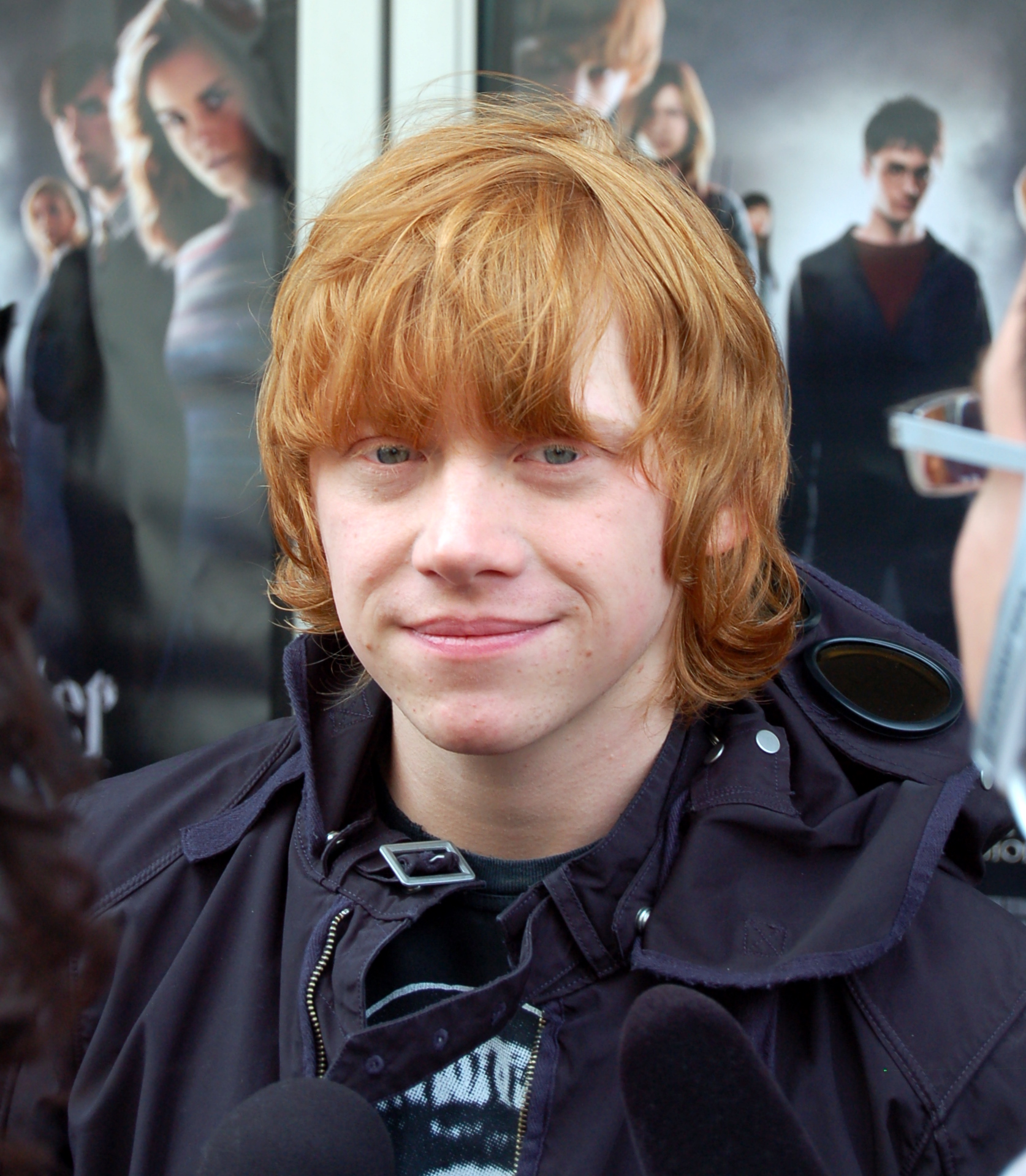
Rupert Grint.

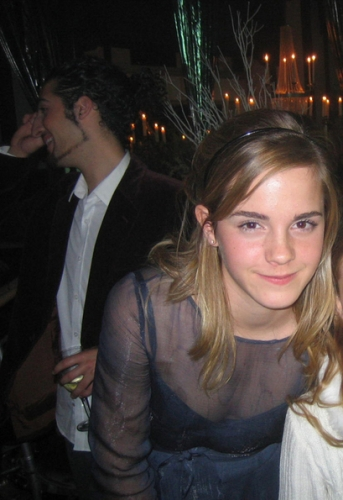
Emma Watson.

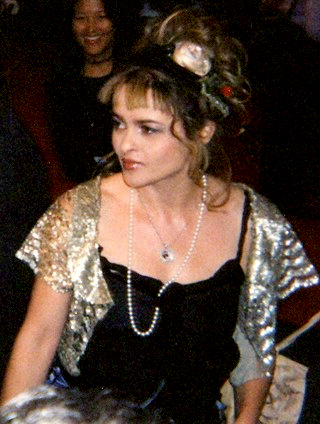
Helena Bonham Carter.

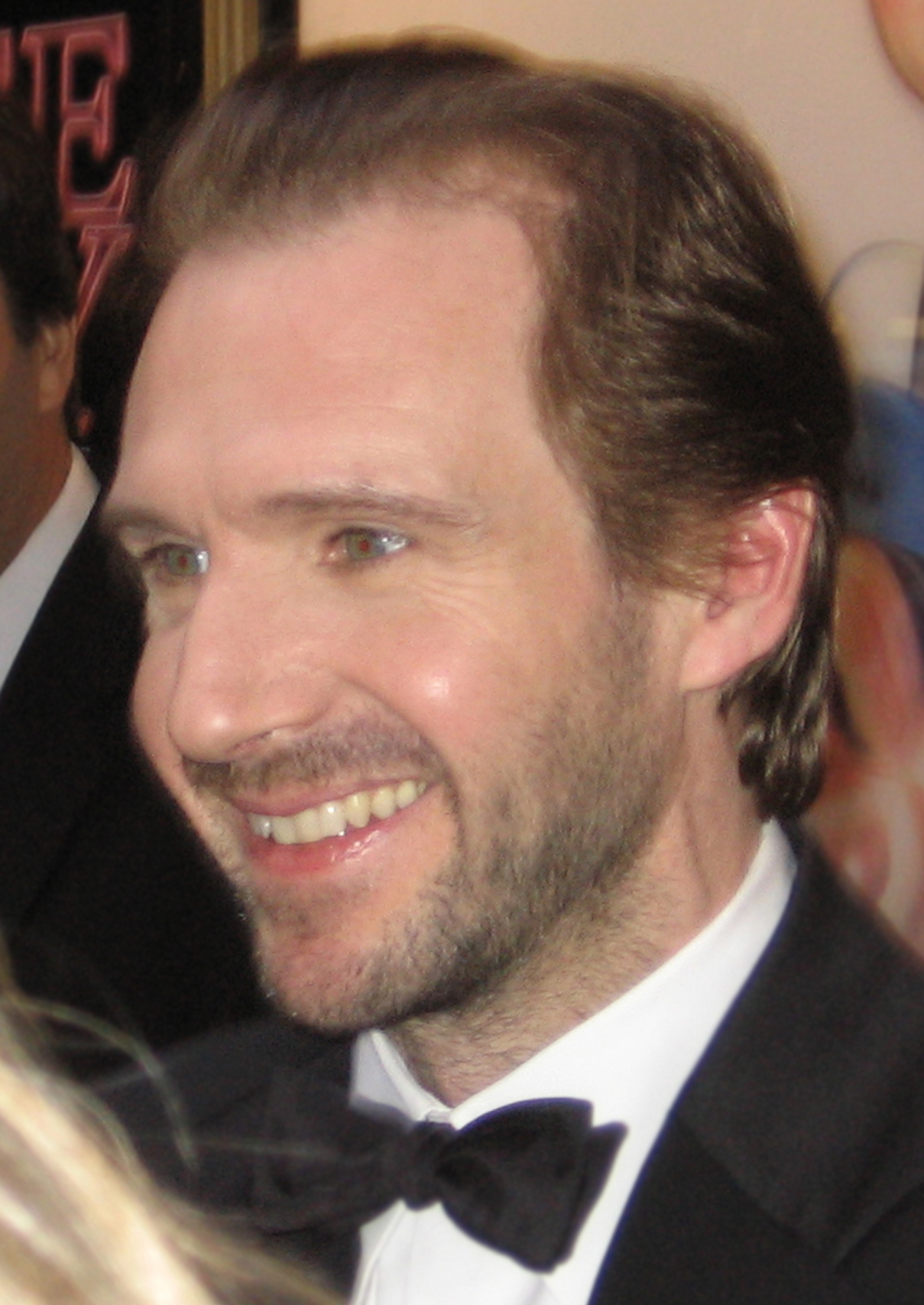
Ralph Fiennes.

| Personaje                       | Actor                  | Doblaje (Hispanoamérica) | Doblaje (España)       |
| Personajes principales          | Personajes principales | Personajes principales   | Personajes principales |
| ------------------------------- | ---------------------- | ------------------------ | ---------------------- |
| Harry Potter                    | Daniel Radcliffe       | Víctor Ugarte            | Axel Amigo             |
| Ron Weasley                     | Rupert Grint           | Luis Daniel Ramírez      | David Carrillo         |
| Hermione Granger                | Emma Watson            | Leyla Rangel             | Laura Pastor           |
| Docentes de Hogwarts            |                        |                          |                        |
| Albus Dumbledore                | Michael Gambon         | César Arias              | Claudio Rodríguez      |
| Dolores Umbridge                | Imelda Staunton        | Ruth Toscano             | Olga Cano              |
| Sybill Trelawney                | Emma Thompson          | Sarah Souza              | Mercedes Cepeda        |
| Minerva McGonagall              | Maggie Smith           | Queta Leonel             | Mari Ruiz Olier        |
| Severus Snape                   | Alan Rickman           | Carlos Segundo           | Juan Fernández         |
| Rubeus Hagrid                   | Robbie Coltrane        | Blas García              | Carlos Kaniowsky       |
| Argus Filch                     | David Bradley          | Jesse Conde              | Aparicio Rivero        |
| Filius Flitwick                 | Warwick Davis          |                          | Eduardo Moreno         |
| Estudiantes de Hogwarts         |                        |                          |                        |
| Neville Longbottom              | Matthew David Lewis    | Héctor Emmanuel Gómez    | Santiago Moriño        |
| Luna Lovegood                   | Evanna Lynch           | Lupita Leal              | Mercedes Llobera       |
| Cho Chang                       | Katie Leung            | Georgina Sánchez         |                        |
| Cedric Diggory                  | Robert Pattinson       |                          |                        |
| Fred Weasley                    | James Phelps           | Enzo Fortuny             | Jordi Cruz             |
| George Weasley                  | Oliver Phelps          | Enzo Fortuny             | José Manuel Rodríguez  |
| Ginny Weasley                   | Bonnie Wright          | Alondra Hidalgo          | Anahí de la Fuente     |
| Padma Patil                     | Afshan Azad            | Xóchitl Ugarte           | Olga Velazco           |
| Parvati Patil                   | Shefali Chowdhury      | Gaby Ugarte              | Elena Palacios         |
| Dean Thomas                     | Alfred Enoch           | Diego Armando Ángeles    | Raúl Rojo              |
| Draco Malfoy                    | Tom Felton             | Irwin Daayán             | Álvaro de Juan         |
| Gregory Goyle                   | Joshua Herdman         |                          | Javier Lorca           |
| Vincent Crabbe                  | Jamie Waylett          |                          |                        |
| Seamus Finnigan                 | Devon Murray           | Moisés Iván Mora         | Javier Ávila           |
| Zacharias Smith                 | Nick Shim              |                          | Germán Mozo            |
| Nigel                           | William Melling        |                          | Miguel Rius            |
| Voldemort y sus mortífagos      |                        |                          |                        |
| Lord Voldemort                  | Ralph Fiennes          | José Luis Orozco         | José Luis Angulo       |
| Bellatrix Lestrange             | Helena Bonham Carter   | Rebeca Patiño            | Amalia Catarero        |
| Lucius Malfoy                   | Jason Isaacs           | Octavio Rojas            | Carlos del Pino        |
| Walden Macnair                  | Peter Best             |                          |                        |
| Ministerio de Magia             |                        |                          |                        |
| Cornelius Fudge                 | Robert Hardy           | César Izaguirre          | José Ángel Juanes      |
| Arthur Weasley                  | Mark Williams          | Mario Sauret             | Julián Rodríguez       |
| Kingsley Shacklebolt            | George Harris          | Mario Arvizu             | José Barreiro          |
| Dawlish                         | Richard Leaf           |                          |                        |
| Percy Weasley                   | Chris Rankin           |                          |                        |
| Amelia Bones                    | Sian Thomas            | Yolanda Vidal            | Licia Alonso           |
| Miembros de la Orden del Fénix  |                        |                          |                        |
| Alastor Ojoloco Moody           | Brendan Gleeson        | Maynardo Zavala (†)      | Héctor Cantolla        |
| Sirius Black                    | Gary Oldman            | Salvador Delgado         | Pere Molina            |
| Remus Lupin                     | David Thewlis          | Martín Soto              | Miguel Zúñiga          |
| Molly Weasley                   | Julie Walters          | Cristina Camargo         | Begoña Hernando        |
| Nymphadora Tonks                | Natalia Tena           | Erica Edwards            | Emma Jiménez           |
| Arabella Figg                   | Kathryn Hunter         | María Santander          | Francisca González     |
| Aberforth Dumbledore            | Jim McManus            |                          |                        |
| No humanos                      |                        |                          |                        |
| Grawp (voz)                     | Tony Maudsley          |                          | Miguel Campos          |
| Kreacher (voz)                  | Timothy Bateson        | Humberto Vélez           | Luis Grandío           |
| Bane                            | Jason Piper            |                          |                        |
| Magorian                        | Michael Wildman        |                          |                        |
| Muggles                         |                        |                          |                        |
| Vernon Dursley                  | Richard Griffiths      | Jorge Santos             | Luis Mas               |
| Petunia Dursley                 | Fiona Shaw             | Norma Iturbe             | Ana Ángeles García     |
| Dudley Dursley                  | Harry Melling          | Diego Armando Ángeles    | Raúl Alcañiz           |
| Piers Polkiss (banda de Dudley) | Jason Boyd             |                          |                        |
| Malcolm (banda de Dudley)       | Richard Macklin        |                          | Iván Sánchez           |
| Dennis (banda de Dudley)        | Christopher Rithin     |                          |                        |
| Recuerdo de Snape               |                        |                          |                        |
| Joven Severus Snape             | Alec Hopkins           |                          |                        |
| Joven Peter Pettigrew           | Charles Hughes         |                          |                        |
| Joven James Potter              | Robbie Jarvis          |                          |                        |
| Joven Remus Lupin               | James Utechin          |                          |                        |
| Joven Sirius Black              | James Walters          |                          |                        |

Créditos técnicos:
- Dirección de Doblaje: Helgar Pedrini
- Estudio de Doblaje: DAT Doblaje Audio Traducción S.A. de C.V.

Los anuncios sobre los miembros del elenco comenzaron en mayo de 2005, cuando Daniel Radcliffe anunció que retomaría su rol. Durante las ruedas de prensa de  El cáliz de fuego la mayoría de los actores confirmaron su regreso, incluyendo a Grint, Watson, Lewis, Wright, Leung y Fiennes.
En esta película se incluyeron varios personajes nuevos así como tuvo lugar el retorno de actores como David Thewlis y Emma Thompson a la serie. Imelda Staunton anunció que aparecería en el filme en octubre de 2005. El anuncio del resto del elenco se fue concretando a lo largo de 2006.
El 1 de abril del 2006 Helen McCrory, quien iba a interpretar a Bellatrix Lestrange, anunció que tenía tres meses de embarazo. Helena Bonham Carter fue su reemplazante. También se anunció que la producción prescindiría de Miranda Richardson ya que la subtrama que envuelve su personaje, Rita Skeeter, había sido recortada de la película anterior y no tendría cabida en La Orden del Fénix. En lo que concierte al elenco juvenil, Stuart Hastings, quien iba a actuar como el joven Remus Lupin, fue cambiado por James Utechin. En mayo de 2006 la BBC confirmó los nombres de los intérpretes que darían vida al resto de los merodeadores. El personaje de Luna Lovegood, introducido en esta cinta, quedó en manos de la novata Evanna Lynch, una fanática de las novelas que obtuvo el papel triunfando sobre otras 15 mil aspirantes.

## Promoción y estreno
El primer tráiler se lanzó el 17 de noviembre de 2006 con la cinta Happy Feet. Un segundo avance cinematográfico se estrenó en la red el 22 de abril de 2007. Finalmente se lanzó un último tráiler el 4 de mayo del mismo año, el cual se exhibió antes de la película Spider-Man 3.

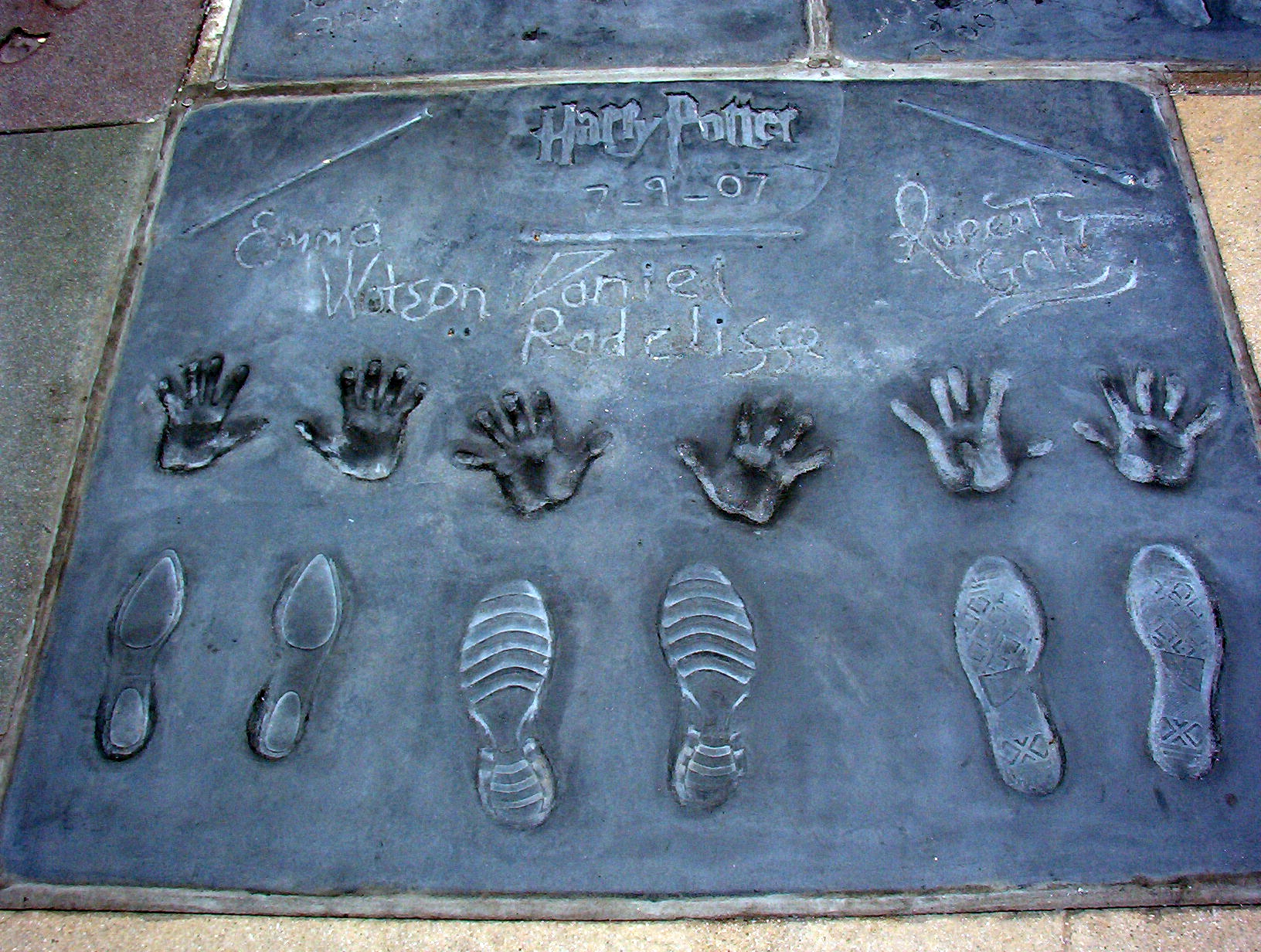
Huellas de Radcliffe, Watson y Grint en el Grauman's Chinese Theatre.

En cuanto a los pósteres promocionales hubo controversia cuando se lanzó uno con la imagen de Harry en el centro, rodeado por los miembros del Ejército de Dumbledore. En la versión del póster que promocionaba el estreno en salas convencionales la actriz Emma Watson aparecía normalmente. Sin embargo, en la versión que publicitaba la versión de la película para IMAX, el cuerpo de la actriz estaba alterado digitalmente, presentando una figura demasiado curvilínea para la edad de la joven artista. Warner Brothers se disculpó diciendo que aquel segundo póster era una versión no aprobada que se filtró en la red. No obstante, el incidente llevó a debates sobre el cuidado respecto del manejo de la imagen de actores menores.
El juego desarrollado por EA Games fue lanzado al mercado el 25 de junio de 2007. NECA produjo una serie de figuras de acción, mientras que PopCo Entertainment produjo un número mayor de figuras más pequeñas.
En marzo de 2007 se realizó en Chicago una función de prueba en la cual se exhibió la película. Se realizaron varias premieres alrededor del mundo, destacándose la que tuvo lugar en Los Ángeles, en la cual los actores Daniel Radcliffe, Emma Watson y Rupert Grint dejaron sus huellas frente al Grauman's Chinese Theatre. La película fue estrenada en la mayoría de los países en un espacio de dos a tres semanas.
De acuerdo a los cálculos de Warner Bros. realizados en marzo, la película debutaría en alrededor de 10 mil salas cinematográficas durante el verano boreal.
La película recibió la calificación PG-13 en el mercado estadounidense y otras calificaciones equivalentes en la mayoría de los países en donde se estrenó el filme. La restricción de edad -idéntica a la que obtuvo la cinta predecesora- se produjo debido a secuencias con contenido violento e imágenes tenebrosas.

## Lanzamientos internacionales
| País                                                                          | Fecha de estreno               |
| ----------------------------------------------------------------------------- | ------------------------------ |
| Alemania                                                                      | Jueves 12 de julio de 2007     |
| Argentina                                                                     | Jueves 12 de julio de 2007     |
| Australia                                                                     | Miércoles 11 de julio de 2007  |
| Austria                                                                       | Miércoles 11 de julio de 2007  |
| Bélgica                                                                       | Miércoles 11 de julio de 2007  |
| Belice · Costa Rica · El Salvador · Guatemala · Honduras · Nicaragua · Panamá | Miércoles 11 de julio de 2007  |
| Bolivia                                                                       | Jueves 12 de julio de 2007     |
| Brasil                                                                        | Miércoles 11 de julio de 2007  |
| Bulgaria                                                                      | Viernes 20 de julio de 2007    |
| Chile                                                                         | Jueves 12 de julio de 2007     |
| China                                                                         | Sábado 11 de agosto de 2007    |
| Colombia                                                                      | Miércoles 11 de julio de 2007  |
| Corea del Sur                                                                 | Miércoles 11 de julio de 2007  |
| Croacia                                                                       | Jueves 19 de julio de 2007     |
| Dinamarca                                                                     | Miércoles 11 de julio de 2007  |
| Ecuador                                                                       | Miércoles 11 de julio de 2007  |
| Egipto                                                                        | Miércoles 15 de agosto de 2007 |
| EAU                                                                           | Jueves 19 de julio de 2007     |
| Eslovenia                                                                     | Jueves 19 de julio de 2007     |
| España                                                                        | Miércoles 11 de julio de 2007  |
| Estados Unidos · Canadá                                                       | Miércoles 11 de julio de 2007  |
| Estonia                                                                       | Viernes 20 de julio de 2007    |
| Filipinas                                                                     | Miércoles 11 de julio de 2007  |
| Finlandia                                                                     | Viernes 13 de julio de 2007    |
| Francia                                                                       | Miércoles 11 de julio de 2007  |

| País                         | Fecha de estreno              |
| ---------------------------- | ----------------------------- |
| Grecia                       | Martes 21 de agosto de 2007   |
| Hong Kong                    | Jueves 12 de julio de 2007    |
| Hungría                      | Jueves 12 de julio de 2007    |
| India                        | Viernes 13 de julio de 2007   |
| Indonesia                    | Miércoles 11 de julio de 2007 |
| Islandia                     | Viernes 13 de julio de 2007   |
| Israel                       | Jueves 19 de julio de 2007    |
| Italia                       | Miércoles 11 de julio de 2007 |
| Japón                        | Sábado 21 de julio de 2007    |
| Letonia                      | Viernes 13 de julio de 2007   |
| Líbano                       | Jueves 19 de julio de 2007    |
| Lituania                     | Viernes 20 de julio de 2007   |
| Malasia                      | Jueves 12 de julio de 2007    |
| México                       | Miércoles 11 de julio de 2007 |
| Nigeria                      | Viernes 13 de julio de 2007   |
| Noruega                      | Viernes 13 de julio de 2007   |
| Nueva Zelanda                | Jueves 12 de julio de 2007    |
| Países Bajos                 | Miércoles 11 de julio de 2007 |
| Perú                         | Jueves 12 de julio de 2007    |
| Polonia                      | Viernes 27 de julio de 2007   |
| Portugal                     | Jueves 12 de julio de 2007    |
| Puerto Rico                  | Miércoles 11 de julio de 2007 |
| Reino Unido Irlanda          | Miércoles 11 de julio de 2007 |
| República Checa · Eslovaquia | Jueves 19 de julio de 2007    |
| Rumania                      | Viernes 20 de julio de 2007   |
| Rusia                        | Jueves 19 de julio de 2007    |
| Serbia y Montenegro          | Jueves 12 de julio de 2007    |
| Singapur                     | Jueves 12 de julio de 2007    |
| Sudáfrica                    | Viernes 13 de julio de 2007   |
| Suecia                       | Viernes 13 de julio de 2007   |
| Suiza                        | Miércoles 11 de julio de 2007 |
| Tailandia                    | Miércoles 11 de julio de 2007 |
| Taiwán                       | Sábado 14 de julio de 2007    |
| Turquía                      | Viernes 10 de agosto de 2007  |
| Ucrania                      | Jueves 19 de julio de 2007    |
| Uruguay                      | Viernes 13 de julio de 2007   |
| Venezuela                    | Miércoles 11 de julio de 2007 |

## Recepción

### Recaudación
La película comenzó con un estreno mundial de 5 días de 333 millones de dólares, el octavo estreno más grande de todos los tiempos, detrás de Harry Potter y las Reliquias de la Muerte: parte 2, Harry Potter y el misterio del príncipe, The Avengers, Transformers: el lado oscuro de la luna, Spider-Man, Pirates of the Caribbean: On Stranger Tides y Piratas del Caribe: en el fin del mundo. En los Estados Unidos, entradas para cientos de funciones nocturnas de la película, compradas del vendedor de entradas en línea Fandango, se agotaron, representando aproximadamente el 90% de la venta de entradas semanales del sitio. En Estados Unidos y Canadá, las funciones nocturnas (muy temprano en la mañana del 11 de julio) recaudaron 12 millones de dólares de 2311 exhibiciones nocturnas haciéndolas «la tanda de exhibiciones nocturnas más exitosas de todas.» En ingresos de una noche, Harry Potter y la Orden del Fénix está sólo detrás de Piratas del Caribe: En el fin del mundo, la cual había debutado cuatro horas antes el mismo día.
En Estados Unidos y Canadá, Harry Potter y la Orden del Fénix ganó unos 32,2 millones de dólares adicionales el miércoles, en funciones trasnoche, haciéndola la mayor recaudación de un día en miércoles en la historia taquillera, con un total de 44,2 millones de dólares de 4285 salas de cine. El monto sobrepasó Spider-Man 2, la cual había tenido el récord desde 2004 con sus 40,4 millones de dólares ganados en un miércoles, hasta que este récord fue batido en 2009 por Transformers: la venganza de los caídos con 62 millones de dólares. También fue el quinto día de estreno de una película más grande en la historia, hasta el momento, sobrepasando los 42,9 millones de dólares de Piratas del Caribe: en el fin del mundo. Ganó 1,9 millones de dólares por batir un récord de 91 salas IMAX, el día de estreno IMAX más alto para cualquier día de la semana, batiendo los 1,8 millones de Spider-Man 3. En el Reino Unido el resultado fue similar. La película recaudó 16,5 millones de libras durante sus primeros 4 días, rompiendo el récord en taquilla del Reino Unido por los mayores primeros 4 días.
La recaudación de Harry Potter y la Orden del Fénix fue de 292 millones de dólares en Estados Unidos y Canadá, haciéndola quinta película de mayor recaudación de 2007 en esas regiones, y de 49,2 millones de libras, o 101,4 millones de dólares en el Reino Unido. En el extranjero, ha recaudado 647,8 millones de dólares, la séptima mayor recaudación en el extranjero, para un total mundial de 939,8 millones de dólares haciéndola la segunda película de mayor recaudación del año muy cerca detrás de los 961 millones de dólares de Piratas del Caribe: en el fin del mundo. Se convirtió en la sexta película de mayor recaudación en la historia hasta el momento, la segunda película de Harry Potter de mayor recaudación mundial, y la segunda película de Harry Potter en romper la marca de 900 millones de dólares. A partir de 2013, es la 22.ª película con mayor recaudación así como la cuarta película de Harry Potter con mayor recaudación en la franquicia — detrás de los 1341 millones de dólares de Harry Potter y las Reliquias de la Muerte: parte 2, los 974 millones de Harry Potter y la piedra filosofal, y los 955 millones de Harry Potter y las Reliquias de la Muerte: parte 1 — y la película de mayor recaudación de 2007 en Australia y el Reino Unido. La IMAX Corporation y la Warner Bros. anunciaron que la película ha hecho alrededor de 35 millones de dólares en pantallas IMAX, mundialmente, con un impresionante promedio de 243 mil dólares por pantalla, haciéndola la versión IMAX de acción en vivo de mayor recaudación en la historia. En Sudáfrica la película comenzó en la posición #1 con un total de USD 944 082, siendo proyectada en 97 cines.

### Crítica
La recepción del largometraje por parte de la crítica especializada estuvo mucho más dividida que en los casos anteriores. Por un lado estuvieron aquellos que tomaron en consideración el cambio de tono en la serie hacia colores más oscuros como algo contraproducente. En otros casos, aún dentro de las valoraciones positivas, figuraron los que señalaron las debilidades del director y su guionista a la hora de enfocar la trama de la película.
El crítico estadounidense Roger Ebert afirmó desde Chicago Sun-Times que La Orden del Fénix resultaba ser un buen episodio dentro de la serie Potter, pero lamentó el progresivo oscurecimiento de la franquicia: «¿Qué es lo que le ocurrió al placer -y si me permiten el término- a la magia de la serie "Harry Potter"?». Todd McCharthy opinó que

El enfoque tan concentrado en la historia personal del protagonista da por resultado un clima inquietante y unas escenas dramáticas de inusual intensidad. Pero condensar las 870 páginas del libro en la película más corta de la serie tiene un precio.
Todd McCarthy

El crítico, quien dio una calificación positiva al filme, también se ocupó de recalcar la relación entre los temas abordados por la película y la situación política actual del mundo.

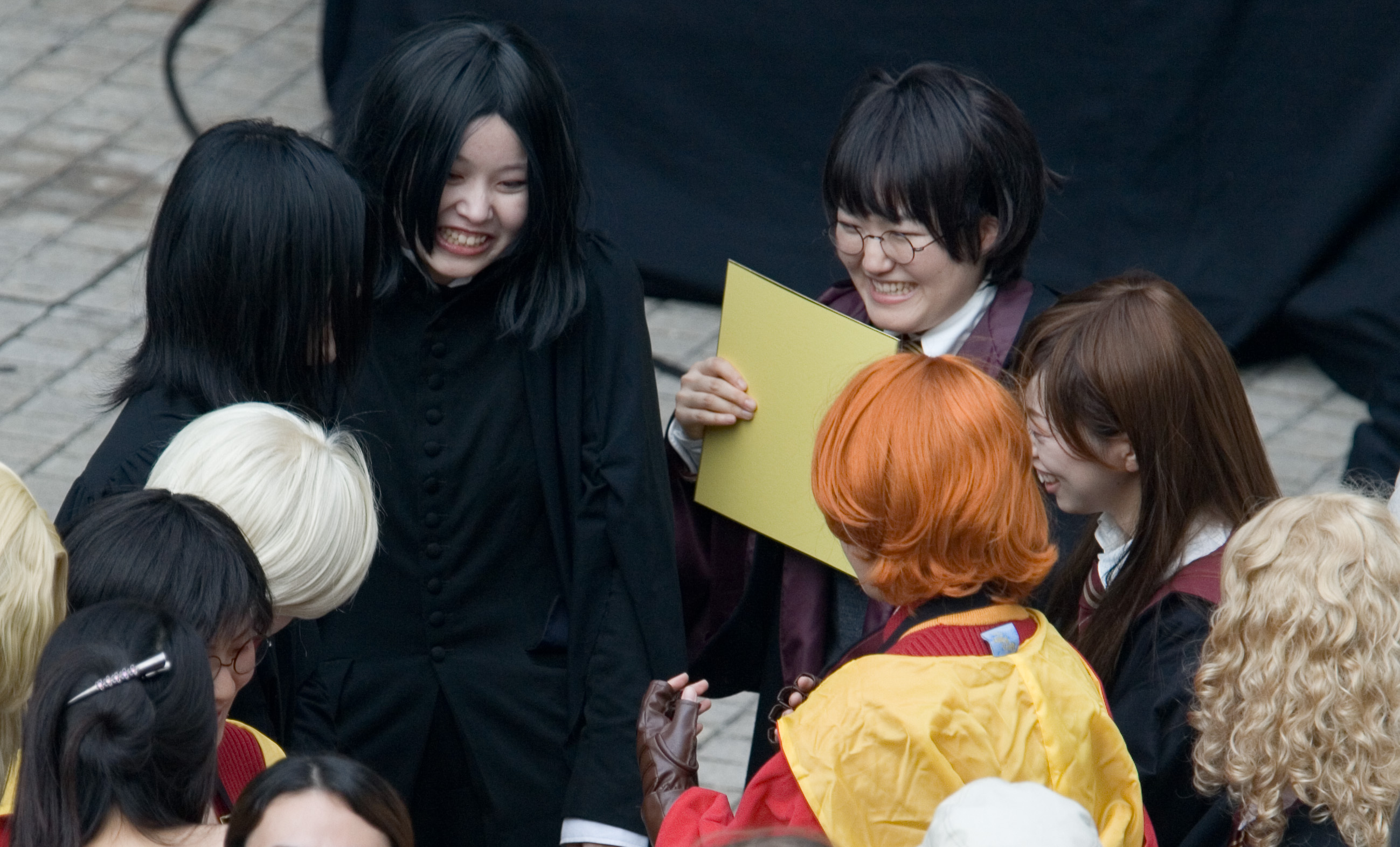
Premier de la película en Tokio, Japón.

En oposición a las opiniones anteriores, Charles Frederick de The Daily Telegraph tituló su reseña como «La cinta de Potter es la mejor y más oscura hasta la fecha», dando claras muestras de su opinión. Rene Rodríguez desde The Miami Herald destacó la calidad del filme señalando que no se trataba de un mero episodio que intentaba estirar el éxito comercial de la serie.
Uno de los principales objetos de alabanza fue la actuación de Imelda Staunton como la maquiavélica Dolores Umbridge, personaje en torno al cual se dio un aparente consenso entre los críticos. La capacidad de David Yates para resolver la dificultad técnica de muchas escenas con altura y sofisticación fue uno de los motivos por los cuales la cinta recibió elogios en el sitio LaButaca.net. Peter Travers de Rolling Stone se centró en la profundidad del increíble crecimiento que se aprecia en la interpretación del joven Daniel Radcliffe. Travers también opinó que este quinto opus era el mejor realizado hasta la fecha.
No faltaron, por supuesto, las opiniones negativas que apuntan a lo poco afortunado de los cambios de guionista, director y equipo técnico, así como tampoco la de los fanáticos acérrimos que vieron como sacrilegio las alteraciones de la cinta respecto del texto literario.
No obstante la recepción del público ha sido en gran parte positiva de acuerdo a las cifras recaudadas (es la cuarta película más exitosa de la franquicia, habiendo recaudado más de $938 millones). El día del estreno consiguió $333 millones en ingresos de taquilla sólo detrás de Spider-Man 3 y Piratas del Caribe: en el fin del mundo.

### Premios
La película recibió un total de 27 nominaciones a diferentes premios ganando 10 de ellos. A continuación se reproduce un listado con algunos de los galardones por los cuales la película compitió.
| Premio                      | Categoría                  | Receptor(es)                                           | Resultado |
| --------------------------- | -------------------------- | ------------------------------------------------------ | --------- |
| Premios BAFTA               | Mejor diseño de producción | Stuart Craig                                           | Nominado  |
| Premios BAFTA               | Mejores efectos visuales   | Tim Burke Greg Butler Paul J. Franklin John Richardson | Nominado  |
| National Movie Awards       | Mejor película familiar    |                                                        | Ganadora  |
| National Movie Awards       | Mejor actor                | Daniel Radcliffe                                       | Ganador   |
| National Movie Awards       | Mejor actor                | Rupert Grint                                           | Ganador   |
| National Movie Awards       | Mejor actriz               | Emma Watson                                            | Ganador   |
| Premios Saturn              | Mejor dirección            | David Yates                                            | Ganador   |
| Premios Saturn              | Mejor actriz de reparto    | Imelda Staunton                                        | Ganadora  |
| Premios Saturn              | Mejor actor joven          | Daniel Radcliffe                                       | Ganador   |
| Premios Saturn              | Mejores efectos visuales   | Tim Burke Greg Butler Paul J. Franklin John Richardson | Ganadores |
| Premios Saturn              | Mejor banda sonora         | Nicholas Hooper                                        | Ganador   |
| Premios Saturn              | Mejor maquillaje           | Nick Dudman Amanda Knight                              | Ganadores |
| Premios Saturn              | Mejor guion                | Michael Goldenberg                                     | Ganador   |
| Premios Saturn              | Mejor película de fantasía |                                                        | Ganadora  |
| London Critics Circe Awards | Mejor actriz de reparto    | Imelda Staunton                                        | Ganadora  |
| People's Choice Awards      | Mejor película - Drama     |                                                        | Ganadora  |

## DVD
El 12 de noviembre de 2007 se lanzaron a la venta varias ediciones en DVD de la película en Reino Unido, siendo estas la edición full screen y widescreen con 2 discos cada una. El primer disco contiene la película y el segundo varios extras como es costumbre. El DVD se puso en venta el 14 de noviembre de 2007 en Australia, y el 11 de diciembre de 2007 en EE. UU. y Canadá, junto con los formatos HD DVD y Blu-ray Disc.
El DVD contiene escenas adicionales, un recorrido conducido por la actriz Natalia Tena durante el rodaje y un documental emitido en A&E que analiza los libros y los filmes. Además, se incluyeron algunos adelantos de la siguiente película. Los HD DVD y Blu-ray contienen otros extras como comentarios de los miembros del Ejército de Dumbledore sobre el rodaje. La Orden del Fénix obtuvo el séptimo puesto entre los DVD más vendidos de 2007, con 10.14 millones de unidades vendidas.
Hubo una tercera edición de los DVD con nuevos contenidos extras como un detrás de las cámaras y aproximaciones a los decorados del filme, pero solo se encuentra disponible en algunas tiendas especializadas de Canadá.

## Diferencias con el libro
- Siendo esta una adaptación de 138 minutos basada en una novela de casi 900 páginas,[108] el guionista Michael Goldenberg tuvo que comprimir algunos pasajes y eliminar algunas subtramas.

- Según se comentó, en uno de los primeros bocetos del guion aparecía el personaje de Gilderoy Lockhart y las secuencias que transcurrían en el Hospital San Mungo.[109] Finalmente la escena quedó excluida porque para ella debía construirse un nuevo decorado. De modo que queda sin explicar dónde se cura el señor Weasley del ataque de la serpiente y qué sucede exactamente con los padres de Neville, diciéndose de ellos únicamente que fueron torturados con la maldición cruciatus por Bellatrix Lestrange (esto lo dice Neville) y que sufrieron un destino peor que la muerte en boca de Sirius.

- Entre los personajes que aparecen en la novela y no en la película se encuentran Dobby,[110] Winky y Mundungus Fletcher, mientras que algunos que sí figuran en la cinta y en el libro fueron eliminados durante la etapa de edición.

- Entre las situaciones que fueron directamente eliminadas se encuentra el incidente con el boggart que ataca a Molly Weasley y las sesiones de limpieza del número 12 de Grimmauld Place.

- La suspensión de por vida de jugar al quidditch de Harry, Fred y George, dada por Dolores Umbridge.[111]

- La aparición del Autobús Noctámbulo para que Harry, Ron, Hermione, Ginny, Fred y George, escoltados por Moody y Tonks regresaran a Hogwarts.

- El nombramiento de Hermione y Ron como prefectos de Gryffindor, Ernie Macmillan y Hannah Abbot de Hufflepuff, Anthony Goldstein y Padma Patil de Ravenclaw y Draco Malfoy y Pansy Parkinson de Slytherin.

- El ataque a Minerva McGonagall, el cual fue filmado, pero no incluido en el corte final.[112]

- Todas las escenas relacionadas con el Quidditch (los partidos, la campaña de desprestigio con insignias y canciones contra Harry, la selección de Ron como guardián de Griffindor...) son eliminadas. Es la única película de Harry Potter en la que no aparece nada de Quidditch, dentro de los años que Harry pasa en Hogwarts (no obstante, dentro de las notas del diario El Profeta que muestran en la película, cuando informan de la fuga de prisioneros de Azkaban, aparece un titular referido a buscadores de Quidditch; debe suponerse que se trata de la suspensión impuesta por Umbridge contra Harry, Fred y George).

- La escena del Departamento de Misterios fue reescrita tres veces porque el guionista no encontraba un momento adecuado para hacer aparecer a Dumbledore quien en el libro aparece en la sala del arco junto al resto de la orden y se enfrenta a varios mortífagos a la vez, mientras en la película sale por una de las chimeneas del Atrio cuando Harry y Voldemort están cara a cara.

- De la misma forma, el duelo en sí entre Dumbledore y Voldemort es simplificado y modificado. En la película no se muestra a Dumbledore encantando las estatuas del Atrio para amordazar a Harry y Bellatrix, ni tampoco Fawkes convirtiéndose en ceniza tras interceptar una maldición asesina. En la película Bellatrix se escabulle por una chimenea y Harry intenta intervenir en el duelo.

- En la película se ve a Sirius Black entregándole una foto de la Orden del Fénix Original a Harry que en la novela es entregada por Ojoloco Moody.

- En la película se ve a Cho Chang delatando al Ejército de Dumbledore que en el libro es Marietta Edgecombe, personaje que no se incluye en la película.

- En el libro Harry redacta la verdad sobre el regreso de El-que-no-debe-ser-nombrado en la revista El Quisquilloso a petición del padre de Luna a su hija.

- En la filmación a Neville Longbottom, quien al igual que en Harry Potter y el cáliz de fuego realizó las acciones atribuidas a Dobby, en esta ocasión encuentra él sólo la Sala de los Menesteres aunque en ella ya se ve al resto del ED reunido. En la película no se especifica quién la descubre.

- El departamento de misterios tiene diversas salas además de la sala de las profecías y la sala del arco de la muerte (Únicas que aparecen en la película).

- La pelea entre Harry y sus amigos con los mortífagos es larga y transcurre en diferentes partes del departamento como la sala de los giratiempos y la de los cerebros, no solo en la sala de las profecías.

- Como resultado de la pelea y del viaje por el departamento de misterios Harry y sus amigos terminan gravemente heridos, a diferencia de la película donde solo se logra ver que hieren a Luna Lovegood. También se omite que los mortífagos destruyen la varita de Neville o que Hermione es dormida mágicamente.

- Cuando la Orden del Fénix llega al Departamento de Misterios al rescate de los chicos. Sirius se enfrenta contra su prima Bellatrix quien en un momento le aturde de manera que lo empuja al otro lado del Arco. En la película Sirius y Harry se enfrentan contra Lucius y otro mortífago, de pronto aparece Bellatrix quien lanza una maldición asesina a Sirius quien, de forma inexplicable, se desmaterializa por completo a través del Arco.

- El encantamiento con el que los mortífagos y los miembros de la Orden del Fénix pueden volar a gran velocidad mediante una neblina de oscuridad y un haz de luz respectivamente, no se menciona en las novelas.

- Harry escucha la profecía cuando huye de Lucius Malfoy, pero no tan pronto la toma del estante de la sala de Profecías.

- Cuando Hagrid regresa de su misión, en el libro el trío va primero a su cabaña donde conversan y de pronto viene Umbridge a inspeccionar a Hagrid, teniendo ellos que esconderse bajo la capa de invisibilidad. En la película cuando van a verlo, Umbridge ya está en la cabaña y ellos esperan escondidos fuera a que se marche y entonces conversan con Hagrid sobre su misión.

- En el libro, Sirius habla a Harry acerca de su familia, sus ideales supremacistas y que el cuartel general de la Orden es la vieja casa de sus padres en el verano, antes de que empezaran las clases. En la película le menciona esto en las vacaciones de Navidad.

- En el libro, Snape va a la Casa Black durante las vacaciones de Navidad a comunicar personalmente a Harry sobre las clases particulares de oclumancia que tomarían a la vuelta al colegio. En la película Dumbledore le encomienda esto a Snape antes, en su despacho, en presencia de Harry después de presenciar en sueños el ataque a Arthur Weasley y comienzan las clases de oclumancia en ese mismo instante, cuando en el libro en ese momento iba al hospital San Mungo con los Weasley.

- En el peor recuerdo de Snape en las clases de oclumancia, en el libro hay dos escenas, por un lado Harry alcanza a atisbar un poco del pasado de Snape cuando consigue rebotar el hechizo al profesor, y el peor recuerdo propiamente dicho Harry lo descubre conscientemente al hurgar en el pensadero donde Snape había depositado sus recuerdos aprovechando un momento de ausencia del profesor. En la película el peor recuerdo de Snape se ve directamente cuando Harry rebota el hechizo legeremens con protego hacia el profesor. En la película, Lily Potter no aparece en el recuerdo.

- En el libro, el cese de la profesora Trellawney por Umbridge ocurre después de Navidad y en el vestíbulo. Mientras que en la película ocurre antes de Navidad y en el patio principal. En la película tampoco aparece la profesora Sprout y toda la subtrama del centauro Firenze reemplazando a Trellawney en las clases de adivinación es omitida.

- Las clases dadas por Hagrid sobre los thestrals son omitidas y en la película sabemos de ellos a través de Luna.

- Cuando Harry es expulsado de Hogwarts, en el libro pasa tres días encerrado en su habitación antes de ser rescatado por miembros de la Orden del Fénix después de que éstos engañaran a los Dursley diciendo que fueran a recoger un premio al mejor jardín del barrio. En la película, en la misma noche, los Dursley llevan a Dudley al hospital debido a su estado tras el ataque de los dementores y entonces ocurre el rescate de Harry. En la película también acuden menos magos a su rescate que en el libro.

- La trifulca de Harry con su primo es diferente. En el libro Harry espera a que se marchen los amigos gamberros de Dudley para increparle a solas, mientras que en la película éstos intervienen.

- En el libro la huida de los gemelos Weasley de Hogwarts ocurre tras un enfrentamiento duro de éstos con Umbridge, haciendo llamar a las escobas confiscadas con el hechizo accio y encomendando a Peeves hacerle la vida imposible a Umbridge. En la película los gemelos irrumpen volando por sorpresa durante un examen de Umbridge en el Gran Comedor y Peeves no aparece.

- Se omite el momento en que Harry recibe de forma post mortem el espejo mágico de Sirius con el que podría comunicarse con él y entonces lo arroja al suelo rompiéndolo en un momento de frustración. De modo que cuando en las reliquias de la muerte parte 2 se muestra a Harry con un fragmento del espejo, se modifica la explicación.

- La conversación final de Harry con Dumbledore en su despacho es abreviada y no se ve a Harry destruyendo algunos objetos de Dumbledore en un ataque de furia.